# Deir Abu Mash'al
Deir Abu Mash'al, en arabe : دير ابو مشعل, est un village du gouvernorat de Ramallah et Al-Bireh en Palestine. Il est situé à 24 km à l'ouest de Ramallah et au centre de la Cisjordanie.
Selon le recensement du bureau central palestinien des statistiques, la localité compte une population de 4 233 habitants en 2017.